# Minidomm
Minidomm var en miniaturepark Ratingen-Breitscheid ved Düsseldorf, der gjaldt som en af de største seværdigheder i Rheinland. Den lå lige ved motorvejskrydset mellem A3 og A52.

## Historie
Arbejdet med miniatureparken blev begyndt i 1950'erne af arkitekten Wilhelm (Will) Dommel (1914–1988). Da parken lå i et sumpområde, blev området fyldt op af 14.000 lastbilladninger skærver og grus. Parken blev åbnet 2. april 1967. Den omfattede i sin aktive tid et areal på ca. 80.000 m² med ca. 120 modeller og forskellige bygningsværker i størrelsesforholdet 1:25 til en samlet værdi af mere end 35 mio. DM. I forbindelse med parken var der desuden en gourmet-restaurant med hotel og en drive-in-biograf, der begge var kendte. I selve parken var der flere spisesteder, heraf en i den historiske vogn 24 af Baureihe 00 fra Wuppertaler Schwebebahn.
I begyndelsen af 1980'erne overtog Wilhelm Donnels søn Georg Dommel ledelsen af parken og det didaktiske koncept veg for en udelukkende fritidsorienteret. Parken blev lukket 1. november 1992, da byen Ratingen ikke ville tillade udvidelse af parken og yderligere drive-in-biografer. De fleste af modellerne blev bortauktioneret. Området for parken og biografen blev udlagt til industriområde og er i mellemtiden stort set blevet bebygget.

## Udvalgte modeller
- Brandenburger Tor
- Schloss Neuschwanstein
- Zwinger, Dresden - bygget på 6 år til en pris af 600.000 DM
- Olympiastadion Berlin
- Westfalenhallen, Dortmund
- Ulmer Münster - bygget på 7 år til en pris af 780.000 DM
- Bamberger Dom - bygget på 3 år til en værdi af 250.000 DM
- Krantor, Danzig
- Eiffeltårnet og Triumfbuen
- Atomium, Bruxelles
- Bremerhavens havn med skibe styret af kæder under vandet
- Flughafen Köln/Bonn med diverse modeller af fly
- Wuppertaler Schwebebahn
- Tower Bridge, London
- Nürnberger Burg
- Würzburger Residenz
- Det skæve tårn i Pisa
- Tyrefægterarenaen i Málaga
- Det hvide hus i Washington
- Maya-pyramiden i Chichen Itza
- Villa Louvigny, Luxembourg
- Circus Krone
- Marine-Ehrenmal Laboe
- Typiske bondegårde fra hele Tyskland